# L'Arc-en-ciel (film, 2008)
Pour les articles homonymes, voir Arc-en-ciel (homonymie).
Pour plus de détails, voir Fiche technique et Distribution.
L'Arc-en-ciel (The Rainbowmaker) est un film géorgien réalisé par Nana Djordjadze, sorti en 2008.

## Synopsis
Les jumeaux Salzlipp ont été élevés sans leur père et se sont persuadés qu'il était agent secret. Mais celui-ci finit par rentrer au domicile familial et c'est un météorologue chétif qui sort de prison.

## Fiche technique
- Titre : L'Arc-en-ciel
- Titre original : The Rainbowmaker
- Titre géorgien : მეტეოიდიოტი
- Titre russe : Метеоидиот
- Réalisation : Nana Djordjadze
- Scénario : Nana Djordjadze, Irakli Kvirikadze et Maria von Heland
- Musique : Paul M. van Brugge
- Photographie : Walther van den Ende
- Montage : Irakli Kvirikadze
- Production : Oliver Damian
- Société de production : 27 Films Production, Blind Spot Pictures, EuroArts Medien, Fora Film, Lemming Film et Revolver Film
- Pays :  Géorgie,  Finlande,  Italie,  Russie,  Allemagne et  Pays-Bas
- Genre : Romance
- Durée : 90 minutes
- Dates de sortie : 
  -  Finlande : mai 2008

## Distribution
- Merab Ninidze : Datho
- Anja Antonowicz : Elene
- Chulpan Khamatova : Lia
- Nino Kirtadzé : Lady Death
- Elene Bezarashvili
- Tika Chachua : Rada
- Ramaz Chkhikvadze : grand-père Georgi
- Iva Gogitidze : Lascha
- Giorgi Lortkipanidze : Fatso
- Helen Nelson : Tami
- Tom Urb : Zorab

## Accueil
Le film a reçu une critique négative de Télérama.

## Distinctions
Le film a été présenté en sélection officielle en compétition au festival Kosmorama.